# Juri Petrowitsch Nikulin
Juri Petrowitsch Nikulin (russisch Юрий Петрович Никулин, engl. Transkription Yuriy Nikulin; * 8. Januar 1931 in Moskau; † 1988 in Leningrad) war ein sowjetisch-russischer Hammerwerfer.
Bei den Olympischen Spielen wurde er 1960 in Rom Zehnter und 1964 in Tokio Vierter.
Seine persönliche Bestleistung von 69,02 m stellte er am 19. August 1969 in Kiew auf.
Sein Sohn Igor Nikulin war ebenfalls als Hammerwerfer erfolgreich.